# Renée Deliot
Renée Félicie Deliot, nota anche con lo pseudonimo di Renée de Liot (Parigi, 20 settembre 1881 – Marsiglia, 27 agosto 1960), è stata una sceneggiatrice e produttrice cinematografica francese.
Deliot è stata un'ardente promotrice della carriera di suo marito, Mario Guaita-Ausonia, uno dei divi del cinema muto italiano. È stata considerata come "la sola donna ad aver esercitato in maniera continuativa il lavoro di sceneggiatrice" nei primi anni del cinema europeo.

## Biografia
Orfana di madre, Renée Delioit si sposa all'età di sedici anni con un uomo più vecchio di lei di dieci anni e che scompare durante la prima guerra mondiale. Nel 1919 incontra Mario Guaita, un attore conosciuto per i suoi tableaux vivant che riproducevano note pitture e sculture, e per i suoi ruoli cinematografici ricoperti dal 1912 con lo pseudonimo di "Ausonia", un parente di Maciste.
Prima di una lunga serie, Renée Deliot scrive per Mario Guaita-Ausonia la sceneggiatura di L'atleta fantasma, del 1919, in cui Guaita-Ausonia dà corpo a un personaggio simile ad Arsenio Lupin o a Fantômas, aggiungendovi le caratteristiche atletiche. Deliot non dimentica le figure femminili, dotate anch'esse di forza fisica, moderne e dinamiche.
Fra il 1919 e il 1926, Deliot produce sedici sceneggiature. Viene d'altraparte descritta come "La buona fata di un grande attore", che "modesta, lavora all'ombra della grande stella, ispirata dal suo amore per lui." Il suo ruolo d'altro canto non si limita alle sceneggiature, fungendo anche da aiuto-regista.
Installatasi inizialmente a Torino, la coppia si trasferisce a Marsiglia nel 1923, dove Renée Deliot fonda una società di produzione e distribuzione cinematografica, la Ausonia Film. A partire dal 1926 la Deliot comincia ad essere afflitta da una progressiva cecità, e smette di scrivere, mentre Mario Guaita si ritira dalla vita artistica. Gestiranno assieme un cinema nel quartiere di Pointe-Rouge a Marsiglia.
Nel 1955 Renée Deliot sposa Mario Guaita, che morirà l'anno successivo. La Deliot muore a Marsiglia nel 1960.

## Filmografia
- Lotte di giganti / Il figlio di Ercole / Eracleide, film perduto, (1919)
- L'atleta fantasma, regia di Raimondo Scotti (1919)
- Atlas, film perduto (1920)
- La cintura della Amazzoni, film perduto (1920)
- Sotto i ponti di Parigi, film perduto (1921)
- La mascotte di Sparta, film perduto (1922)
- Frisson, film perduto (1922)
- La nave dei miliardi, regia di Mario Guaita-Ausonia (1922)
- Il pescatore di perle, regia di Mario Guaita-Ausonia (1923)
- Mes p'tits / Le calvaire d'un saltimbanque, regia di Paul Barlatier e Charles Keppens (1923)
- Gli spettri della fattoria, regia di Mario Guaita-Ausonia (1923)
- La course à l'amour, regia di Paul Barlatier e Charles Keppens (1923)
- Dans les mansardes de Paris, regia di Mario Guaita-Ausonia (1924)
- La donna carnefice nel paese dell'oro, regia di Mario Guaita-Ausonia e Luigi Florio (1926)
- Follie d'atleta, film perduto (1926)